# Edge of the Century
Edge of the Century is een album van Styx dat verscheen in 1990.

## Geschiedenis
Het was het eerste album van Styx met Glen Burtnik als gitarist. Het was het enige album met Dennis DeYoung, James Young, Glen Burtnik, Chuck Panozzo en John Panozzo samen. Burtnik werd aangetrokken door DeYoung om Tommy Shaw te vervangen. Het werd na dit album stil rond de band, het contract met A&M Records liep af en John Panozzo zou overlijden voordat er een nieuw Styxalbum verscheen. Deyoung leek het roer geheel over te nemen, later zou hij juist naast de band staan.

## Musici
Styx:
- Glen Burtnik - gitaar, zang
- Dennis DeYoung - keyboard, zang
- Chuck Panozzo - basgitaar
- John Panozzo - drums
- James Young - gitaar, zang

met
- Dan Barber - trompet
- Mike Halpin - trombone
- Ron Kolber - saxofoon
- Howard Levy - Mondharmonica
- Jon Negus - klarinet, saxofoon
- Mark Ohlson - trompet
- Michael Smith - saxofoon

## Muziek
| Nr. | Titel                                         | Duur |
| --- | --------------------------------------------- | ---- |
| 1.  | Love is the ritual (Burtnik, Pinky)           | 3:48 |
| 2.  | Show me the way (DeYoung)                     | 4:35 |
| 3.  | Edge of the century (Burtnik, Bob Burger)     | 4:20 |
| 4.  | Love at first sight (Burtnik, Deyoung, Young) | 4:35 |
| 5.  | All in a day's work (Deyoung, Burtnik)        | 4:11 |
| 6.  | Not dead yet (Ralph Covert)                   | 3:32 |
| 7.  | World tonite (Burtnik)                        | 3:38 |
| 8.  | Carrie Ann (DeYoung)                          | 4:26 |
| 9.  | Homewrecker (Young, DeYoung)                  | 5:12 |
| 10. | Back to Chicago (DeYoung)                     | 4:18 |

Op Edge of the Century staan drie singles:
- Show Me the Way, geschreven door DeYoung. Sommige radiozenders draaiden een andere versie, waarop kinderen meezongen.
- Love is the ritual
- Love at first sight.

Zowel Love is the Ritual als Love at first sight behaalden het succes van Show Me the Way niet.

## Hitlijsten

### Album
Nederland en Engeland waren de band al vergeten, alleen de Verenigde Staten bleef over.
| Jaar | Lijst         | Positie |
| ---- | ------------- | ------- |
| 1990 | Billboard 200 | 63      |

### Singles
| Jaar | Single                | Lijst                  | Positie |
| ---- | --------------------- | ---------------------- | ------- |
| 1990 | "Love Is the Ritual"  | Mainstream Rock Tracks | 9       |
| 1990 | "Love Is the Ritual"  | Billboard Hot 100      | 80      |
| 1990 | "Show Me the Way"     | Billboard Hot 100      | 3       |
| 1991 | "Love at First Sight" | Billboard Hot 100      | 25      |